# Гуманистическая партия Гватемалы
Гуманистическая партия Гватемалы (исп. Partido Humanista de Guatemala) — правоцентристская политическая партия Гватемалы.

## История
Партия была основана и зарегистрирована в Верховном избирательном трибунале 17 января 2017 года. Генеральный секретарь партии — Рудио Лексан Мерида, бывший директор Национальной гражданской полиции во время правления Альфонсо Портильо. Лидером партии является дипломат и политик Эдмонд Мулет. 
На выборах 2019 года кандидат партии Эдмонд Мулет занял 3-е место, получив 11,21% голосов.

## Участие в выборах

### Президентские выборы
| Год выборов | кандидат            | Голосов | %       | Голосов | %       | Результат  |
| Год выборов | кандидат            | 1-й тур | 1-й тур | 2-й тур | 2-й тур | Результат  |
| ----------- | ------------------- | ------- | ------- | ------- | ------- | ---------- |
| 2019        | Эдмонд Мулет        | 484 043 | 11,15%  | —       | —       | 3-е место  |
| 2023        | Рудио Лексан Мерида | 31 945  | 0,77%   | —       | —       | 17-е место |

### Парламентские выборы
| Год выборов | Голосов | % | Национальная ассамблея |
| ----------- | ------- | - | ---------------------- |
| 2019        |         |   | 6 из 160               |
| 2023        |         |   | 0 из 160               |